# Spindelvæv Bog
Spindelvæv er en roman skrevet af den norske forfatter Margit Sandemo.
Findes også som e-bog

## Handlingen
I den lille bygd Lakselia ligger der et stort gammelt hus, som har stået tomt i mange år. Det bliver kaldt Godset af de unge på egnen og har ry for at være hjemsøgt. 
vi følger  Anna, som er en del af en søskendeflok på 4 - de bliver enige om at udforske Godset lidt nærmere sammen med den nye lensmandsassistent. Det viser sig bare at Godset gemmer på mange hemmeligheder, som nogen vil gøre alt for at holde skjulte, dermed er det ikke en helt ufarlig vej de 4 søskende nu har slået ind på.